# ノウァ・ローマ
ノウァ・ローマ (コイネー：Νέα Ῥώμη(Nea Romē)　ネア・ローメー、ラテン語: Nova Roma) は、ローマ皇帝コンスタンティヌス1世がボスポラス海峡のヨーロッパ大陸側に新たな帝国の首都として建設した都市の通称。
もともとビュザンティオン、あるいはビザンティウムと呼ばれる都市があった地であり、後にはコンスタンティノープルと呼ばれるようになり、20世紀にイスタンブールと改称して現在に至る。「ノウァ・ローマ」「ネア・ローメー」という名は公式に使われたものではないが、街を賛美する文脈で数多くの古代ローマや中世東ローマ帝国の文献に登場している。

## 歴史
326年から330年にかけて、コンスタンティヌス1世はローマに習いビザンティウムを根本的に作り替えた。この都市は、「新たな第二のローマ」(ἡ Νέα, δευτέρα Ῥώμη)、「アルマ・ローマ」(Ἄλμα Ῥώμα)、「ビュザンティアース・ローマ」(Βυζαντιάς Ῥώμη)、「東のローマ」(ἑῴα Ῥώμη)、「コンスタンティヌスの街ローマ」(Roma Constantinopolitana)などと呼ばれた。
ノウァ・ローマすなわち「新しいローマ」という名は、285年にディオクレティアヌスがこの町を東の帝国の首都に定めて以降、ローマに続く第二の首都となったことに由来する。現在でも、この名はギリシア正教会のコンスタンディーヌポリ全地総主教の正式名称の一部として残っている。